# المسيحية في القرن الأول

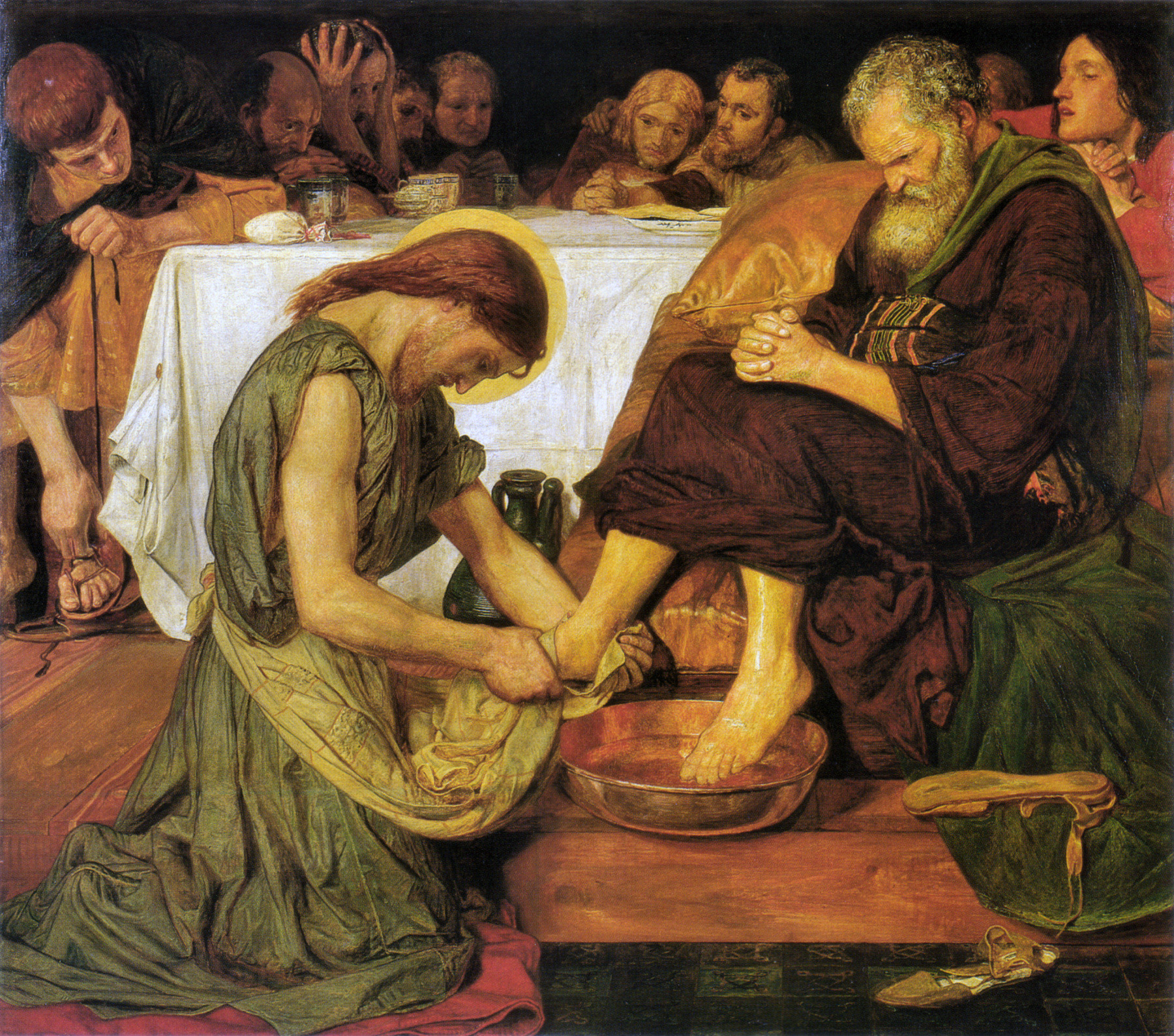
يسوع يغسل قدم بطرس (1852–1856)

تغطي المسيحية في القرن الأول التاريخ المؤسس لتاريخ المسيحية، بدءًا من تبشير يسوع (27–29 للميلاد تقريبًا) حتى موت آخر الرسل الاثني عشر (عام 100 تقريبًا)، لذا تسمّى أيضًا العصر الرسولي.
تطورت المسيحية المبكرة من خدمة يسوع الإسخاتولوجية (الأخروية). بعد موت يسوع، أسس أول أتباعه طائفة رسولية مسيحية يهودية في أواخر فترة المعبد الثاني في القرن الأول للميلاد. وقد تطوّرت عقائدهم من اعتقادهم الأول بأن قيامة يسوع كانت بداية آخر الزمان، إلى اعتقادهم بعودة أخرى ليسوع لإقامة مملكة الله في مرحلة متأخرة من الزمن.
تحول بولس الرسول، وهو يهودي اضطهد المسيحيين الأوائل، بين عامي 33–36 تقريبًا، وبدأ تبشيره بين الوثنيين. وحسب رأي بولس، يجوز للوثنيين المسيحيين أن يستثنَوا من معظم الوصايا اليهودية، لأنها محققة جميعها في الإيمان بيسوع. كان هذا جزءًا من الانقسام التدريجي بين المسيحية الأولى واليهودية، إذ أصبحت المسيحية دينًا مستقلًّا يغلب على أتباعه أن يكونوا من الوثنيين.
كان في بيت المقدس مجتمع مسيحي مبكر، قاده يعقوب البار وبطرس ويوحنا. وحسب سفر أعمال الرسل 11:26، كانت أنطاكية أول مكان سمي فيه أتباع يسوع مسيحيين. استشهد بطرس بعد ذلك في مجلس روما، عاصمة الإمبراطورية الرومانية. واستمر الرسل ينشرون رسالة الإنجيل في العالم الكلاسيكي وأسسوا مجالس رسولية حول المراكز المبكرة للمسيحية. كان يوحنا آخر الرسل موتًا، إذ مات في نحو عام 100.

## التأثيل
سمّى المسيحيون اليهوديون الأولون أنفسهم «الطريق» (ἡ ὁδός)، ولعلّ الاسم مأخوذ من سفر إشعياء 40:3، «أعدّوا طريق الربّ». سمى يهود آخرون أنفسهم «النصرانيين»، ومن الطوائف اليهودية المسيحية أيضًا «الإبيونيون» (أي المساكين). حسب سفر أعمال الرسل 11:26، كان أول استعمال لاسم «مسيحي» (بالإغريقية: Χριστιανός) يدل على تلاميذ يسوع في مدينة أنطاكية، ويعني «تلميذ المسيح»، وقد استعمله سكان أنطاكية غير اليهود. أما أقدم استعمال لمصطلح «المسيحية» (بالإغريقية: Χριστιανισμός)، فكان على لسان إغناطيوس الأنطاكي، في نحو عام 100 للميلاد.

## الأصول

### خلفية يهودية هلنستية
«نشأت المسيحية طائفةً من اليهودية في فلسطين الرومانية» في العالم الهلنستي التوفيقي في القرن الأول للميلاد، الذي كان محكومًا بالقانون الروماني والثقافة الإغريقية. كان للثقافة الهلنستية أثر عميق في شعائر اليهود وأعرافهم، في يهوذا الرومانية وفي الشتات. أدّى التوسّع إلى أورشليم إلى نشوء اليهودية الهلنستية في الشتات اليهودي، وهو مذهب حاول تأسيس تراث يهودي عبري بالثقافة واللغة الهيلينية. انتشرت اليهودية الهيلينية إلى مصر البطلمية منذ القرن الثالث قبل الميلاد، وأصبحت دينًا معترفًا به بعد غزو الرومان لليونان والأناضول وسوريا ويهوذا ومصر.
في أول القرن الأول الميلادي، كان في الأرض المقدسة طوائف يهودية متنازعة كثيرة، وليست اليهودية الأحبارية والمسيحية الأرثوذكسية الأولية إلا طائفتين منها. كان من المدارس الفلسفية: الفريسيون، والصدوقيون والغيورون، وطوائف أخرى أقل أثرًا، منها الأسينيون. شهد القرن الأول قبل الميلاد والقرن الأول بعد الميلاد عددًا متناميًا من القادة الدينيين أولي الحضور الذين كانوا يشاركون في ما أصبح يسمى مثناة (مشناه) اليهودية الأحبارية، كما شهد خدمة يسوع، التي قادت إلى ظهور أول مجتمع يهودي مسيحي.
كان من أهم المشكلات في يهودية القرن الأول: الميثاق مع الله، ومكانة اليهود بوصفهم شعب الله المختار. كان من اليهود ناسٌ كثيرون يعتقدون أن هذا العهد سيتجدد بمجيء المسيح. اعتقد اليهود أن الشريعة التي أعطاهم الله إياها لتهديهم في عبادتهم له وفي معاملاتهم، «أعظم هدية أهداها الله شعبَه».
وتعود أصول مفهوم المسيح اليهودي إلى الأدب الأبوكالبتي في الفترة الممتدة من القرن الثاني قبل الميلاد إلى القرن الأول الميلادي، وفيها وعد بقائد أو ملك من نسل داود يُمسَح بالزيت المقدس ويكون ملك الشعب اليهودي في الزمن المسيحي والعالم الآخر. وكان يسمى هذا المسيح «الملك المسيح» (بالعبرية: מלך משיח, معرَّبة: مِلِخ مَشيخ) أو مَلْكَا مسيحا بالآرامية.

## المسيحية اليهودية
بعد موت يسوع، ظهرت المسيحية بوصفها طائفة من اليهودية متَّبعةً في مقاطعة يهوذا الرومانية. كان المسيحيون الأوائل كلّهم يهودًا، أسّسوا طائفة يهودية في فترة الهيكل الثاني لها إسخاتولوجية أبوكالبتية. رأى بعض اليهود أن يسوع هو الربّ والمسيح القائم، وأنه ابن الله الأزلي، وتنبّؤوا بمجيء ثان ليسوع لبدء مملكة الله. حثّ هؤلاء اليهود الآخرين على التحضير لهذه الأحداث واتباع طريق الربّ. وكانوا يؤمنون بيهوه إلهًا حقًّا واحدًا، هو إله إسرائيل، وكان يسوع عندهم هو المسيح، لذا بشّروا بالكتب اليهودية التي كانوا يعتقدون أنها أصيلة ومقدسة. وكانوا ملتزمين التزامًا مؤمنًا بالتوراة، ومن هذا الالتزام قبولهم للوثنيين بناءً على نسخة من الشرائع النوحيّة. وكانوا غالبًا يستعملون الترجمة السبعينية أو ترجمة الترجوم للكتب العبرية.

### كنيسة أورشليم
مع بدء عملهم التبشيري، بدأ المسيحيون اليهوديون الأوّلون يجذبون الصابئين، أي الوثنيين الذين تهوّدوا تهوّدًا كلّيًّا أو جزئيًّا.
سجّل سفر أعمال الرسل (الذي لا تعرَف دقّته التاريخية) والرسالة إلى أهل غلاطية، أن مجتمعًا يهوديًّا مسيحيًّا تمركز في بيت المقدس، وأنه كان من قادته بطرس ويعقوب البار أخو يسوع، ويوحنا الرسول. وكان لمجتمع أورشليم «مكانة مركزيّة بين كل الكنائس» وهو ما شهدت عليه كتابات القديس بولس. ويقال إن بطرس كان أول رئيس لكنيسة أورشليم، بسبب هيئته التي تشبه هيئة يسوع. ثم لم يلبث أن حلّ محلّه يعقوب البار «أخو الربّ»، وهو ما قد يفسّر قلّة المعلومات الواردة في النصوص القديمة عن بطرس. ويقول لودمان، إنه في النقاشات عن شدّة الالتزام بالشريعة اليهودية، كان لرأي يعقوب البار الأشدّ محافظة اليد العليا على رأي بطرس الذي كان أشدّ تحرّرًا، إلى أن خسر نفوذه. ويقول دون، إن الأمر لم يكن «اغتصابًا للسلطة»، بل كان نتيجةً لانخراط بطرس في الأعمال التبشيرية. وكان لأقرباء يسوع بالعموم مكانة خاصة في هذا المجتمع، وهو ما ساهم في اعتلاء يعقوب البار في كنيسة أورشليم.
حسب رواية ذكرها يوسابيوس القيصري وإبيفانيوس السلاميسي، هربت كنيسة أورشليم إلى طبقة فحل (بيلا) مع اندلاع الحرب اليهودية الرومانية الأولى (66–73 للميلاد).
كان مجتمع أورشليم مؤلفًا من يهود «عبريين» يتكلمون بالآرامية والإغريقية، ويهود هيلينيين لا يتكلمون بسوى الإغريقية، ولعلهم يهود من الشتات استقروا في أورشليم. ويقول دون، إن اضطهاد بولس الذي كان منه أول الأمر للمسيحيين، ربما كان موجهًا ضد الهيلينيين ذوي اللسان الإغريقي، بسبب موقفهم المعادي للهيكل. في المجتمع اليهودي المسيحي المبكر، فرّق هذا أيضًا بينهم وبين العبريين والتزامهم بالمشكن.

### المعتقدات والشعائر

#### العقائد والخلاص
تشمل مصادر معتقدات المجتمع الرسولي أحاديث شفهية (تشمل كلامًا منسوبًا ليسوع، وأمثالًا وتعاليم)، والأناجيل، ورسائل العهد الجديد، ونصوص يرجح أنها ضائعة، منها الوثيقة ق وكتابابت بابياس.

تشمل هذه النصوص العقائد المسيحية الأولى التي تصف الإيمان بيسوع القائم، كما في الرسالة الأولى إلى أهل كورنثوس 15:3–41:
فإنني سلمت إليكم في الأول ما قبلته أنا أيضا: أن المسيح مات من أجل خطايانا حسب الكتب، وأنه دفن، وأنه قام في اليوم الثالث حسب الكتب، وأنه ظهر لصفا ثم للاثني عشر.  وبعد ذلك ظهر دفعة واحدة لأكثر من خمسمئة أخ، أكثرهم باق إلى الآن. ولكن بعضهم قد رقدوا. وبعد ذلك ظهر ليعقوب، ثم للرسل أجمعين.
أرجع بعض العلماء هذه العقيدة إلى مجتمع أورشليم الرسولي، قبل الأربعينيات، وأرجعها بعضهم إلى أقل من عقد بعد موت يسوع، وأرجعها بعضهم إلى نحو عام 56. ومن العقائد المبكرة أيضًا رسالة يوحنا الأولى 4:2 والرسالة الثانية إلى تيموثاوس 2:8 والرسالة إلى الرومان 1:3–4 والرسالة الأولى إلى تيموثاوس 3:16.
كان يصرَّح عن العقائد المسيحية الأولى بالتبشير، وحُفظ بعضها في أسفار العهد الجديد. انتشرت رسالة الإنجيل المبكرة شفهيًّا، بالآراميّة على الراجح، ولم تلبث أن أصبحت بالإغريقية أيضًا.